# Adios Amigo
"Adios Amigo" is een nummer van de Amerikaanse countryzanger Jim Reeves uit 1962.
Het nummer is geschreven door Ralph Freed en Jerry Livingston. Het is in 1962 uitgebracht op het RCA label en verbleef negen weken op de tweede plek in de Billboard country and western hitlijst. Het stond op 5 in het jaaroverzicht van countrysingles van dat jaar

## Hitnoteringen

### NPO Radio 2 Top 2000
Adios Amigo stond alleen in 2007 in de NPO Radio 2 Top 2000, op plek 1558.

### Evergreen Top 1000
| Evergreen Top 1000 | Evergreen Top 1000 | Evergreen Top 1000 | Evergreen Top 1000 | Evergreen Top 1000 | Evergreen Top 1000 | Evergreen Top 1000 | Evergreen Top 1000 | Evergreen Top 1000 | Evergreen Top 1000 | Evergreen Top 1000 | Evergreen Top 1000 | Evergreen Top 1000 | Evergreen Top 1000 | Evergreen Top 1000 | Evergreen Top 1000 | Evergreen Top 1000 |
| Jaar               | 2008               | 2009               | 2010               | 2011               | 2012               | 2013               | 2014               | 2015               | 2016               | 2017               | 2018               | 2019               | 2020               | 2021               | 2022               | 2023               |
| ------------------ | ------------------ | ------------------ | ------------------ | ------------------ | ------------------ | ------------------ | ------------------ | ------------------ | ------------------ | ------------------ | ------------------ | ------------------ | ------------------ | ------------------ | ------------------ | ------------------ |
| Positie            | 66                 | 102                | 106                | 106                | 165                | 46                 | 110                | 78                 | 91                 | 120                | 203                | 211                | 182                | 167                | 212                | 230                |